# Список птиц, занесённых в Красную книгу Курганской области
Список птиц, занесённых в Красную книгу Курганской области — состоит из 48 видов, 34 из которых занесены в Красную книгу России.

## Птицы(лат.Aves)
Звездочкой помечены виды, занесённые в Красную книгу России (*)
Гагарообразные

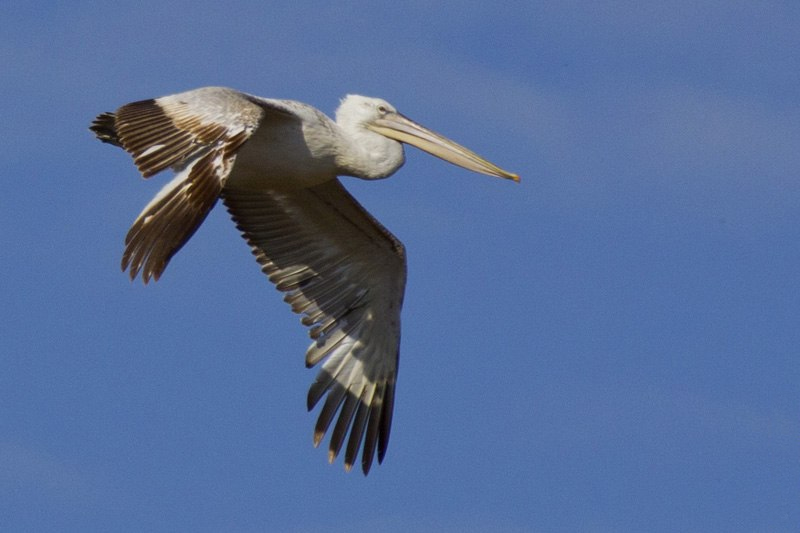
Кудрявый пеликан

- Чернозобая гагара (Gavia arctica)*

Веслоногие
- Розовый пеликан (Pelecanus onocrotalus)
- Кудрявый пеликан (Pelecanus crispus)*

Аистообразные
- Большая белая цапля (Egretta alba)
- Малая выпь (Ixobrychus minutus)
- Черный аист (Ciconia nigra)*

Гусеобразные
- Краснозобая казарка (Rufibrenta ruficollis)*
- Пискулька (Anser erythropus)*
- Огарь (Tadorna ferruginea)
- Белоглазая чернеть (Aythya nyroca)*
- Обыкновенный турпан (Melanitta fusca)*
- Савка (Oxyura leucocephala)*

Соколообразные
- Скопа (Pandion haliaetus)*

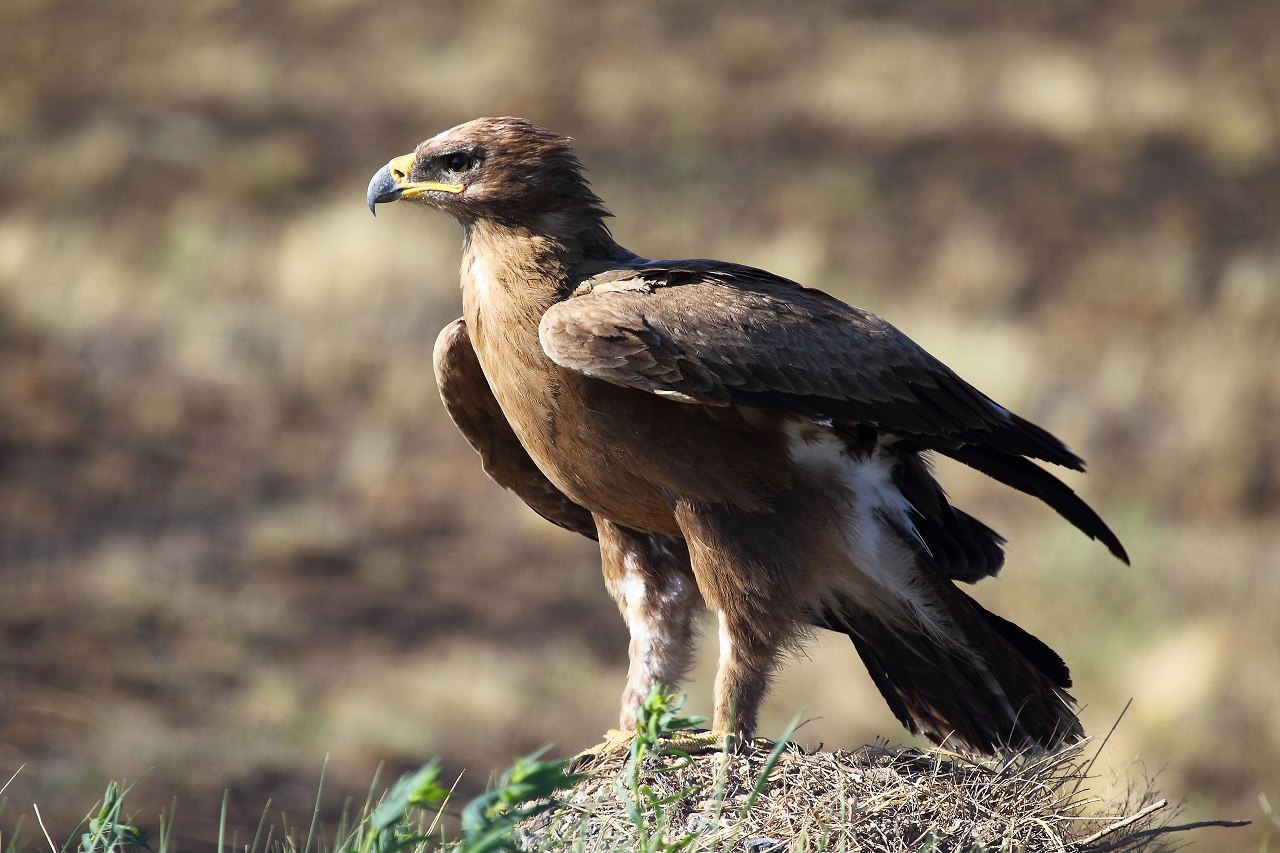
Степной орел

- Обыкновенный осоед (Pernis apivorus)*
- Степной лунь (Circus macrourus)*
- Луговой лунь (Circus pygargus)
- Ястреб-тетеревятник (Accipiter gentilis)
- Большой подорлик (Aquila clanca)*
- Могильник (птица) (Aquila heliaca)*
- Беркут (Aquila chrysaetos)*
- Орлан-белохвост (Haliaeetus albicila)*
- Кречет (Falco rusticolus)*
- Балобан (Falco cherrug)*
- Сапсан (Falco peregrinus)*
- Дербник (Falco columbarius)
- Кобчик (Falco vespertinus)

Курообразные
- Белая куропатка (Lagopus lagopus)

Журавлеобразные
- Стерх (Grus leucogeranus)*

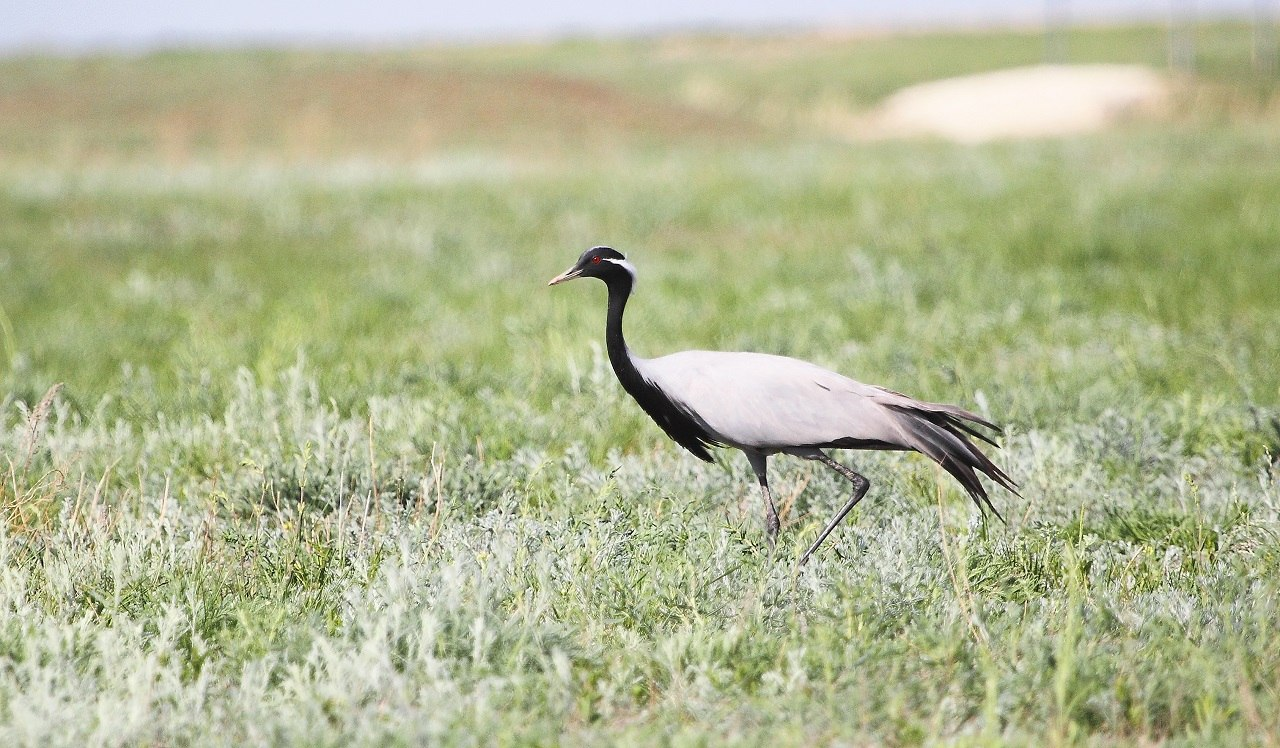
Журавль-красавка

- Журавль-красавка (Anthropoides virgo)*
- Малый погоныш (Porzana parva)
- Стрепет (Tetrax tetrax)*

Ржанкообразные
- Кречётка (Vanellus gregarius)*

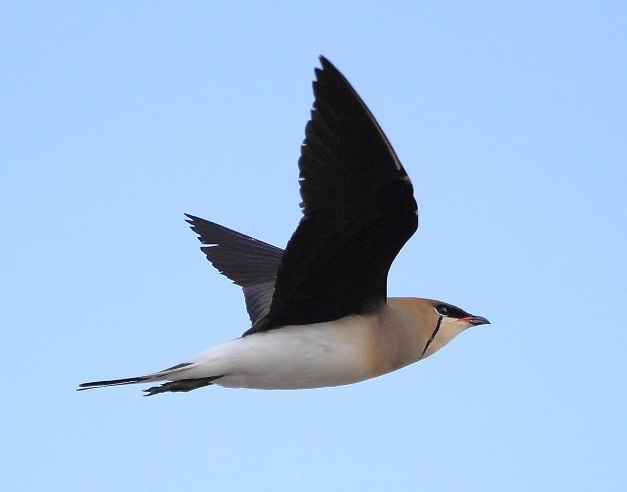
Степная тиркушка

- Ходулочник (Himantopus himantopus)*
- Шилоклювка (Recurvirostra avosetta)*
- Кулик-сорока (Haematopus ostralegus)*
- Дупель (Gallinago media)
- Тонкоклювый кроншнеп (Numenius tenuirostris)*
- Большой кроншнеп (Numenius arquata)*
- Азиатский бекасовидный веретенник (Limnodromus semipalmatus)
- Степная тиркушка (Glareola nordmanni)*
- Черноголовый хохотун (Larus ichthyaetus)*

Голубеобразные
- Обыкновенная горлица (Streptopelia turtur)

Совообразные
- Филин (Bubo bubo)*
- Ястребиная сова (Surnia ulula)

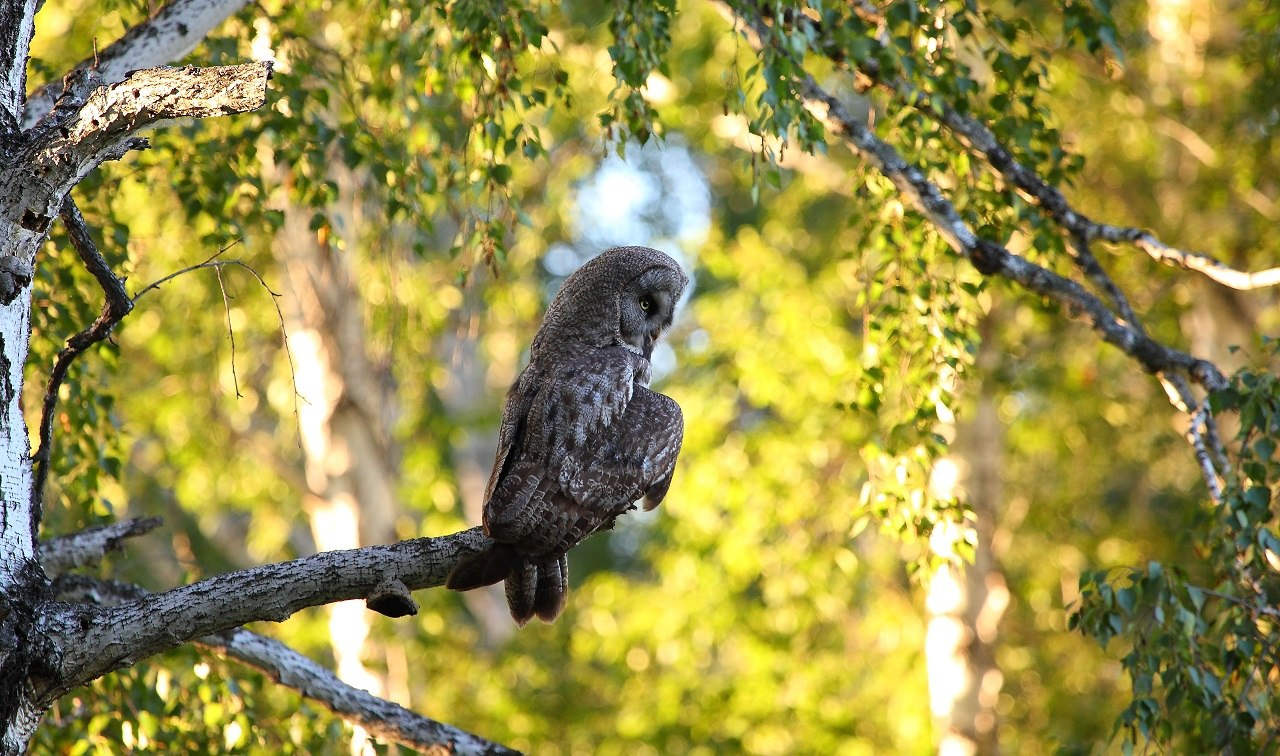
Бородатая неясыть

- Длиннохвостая неясыть (Strix uralensis)
- Бородатая неясыть (Strix nebulosa)

Воробьинообразные
- Дубровник (Ocyris aureolus)
- Серый сорокопут (Lanius excubitor)*